# Hesyra
Hesyra (Hesire o Hesira) (fl. XXVII secolo a.C.) è stato un ufficiale, un medico (forse il primo conosciuto della storia) ed uno scriba che visse durante la III dinastia egizia, servì il faraone Netjerykhet, e fu sepolto in una ricca mastaba a Saqqara.

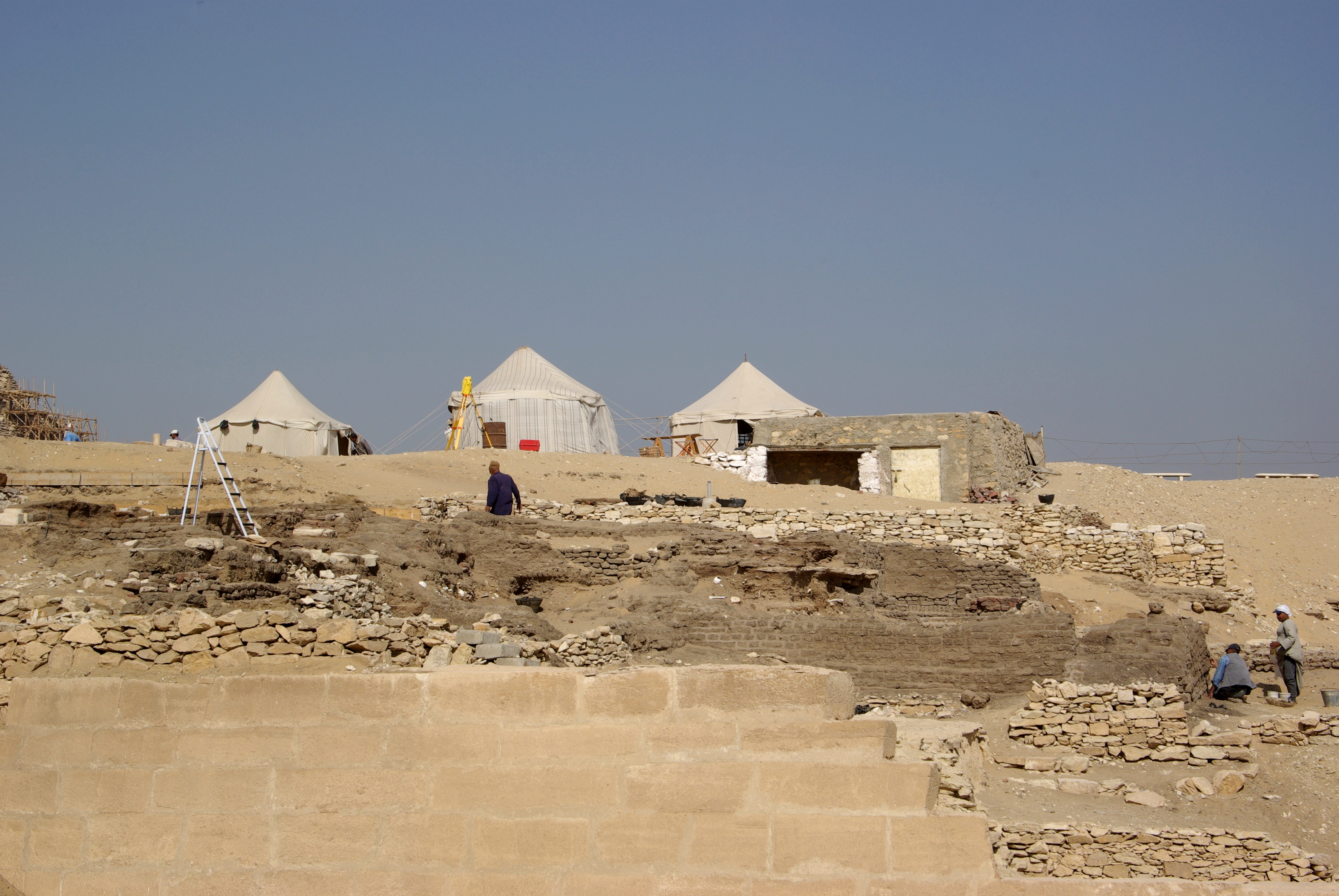
Scavi archeologici presso la Mastaba di Hesyra nel novembre 2010

Portava il titolo di "Capo dei dentisti e dei medici", di "Capo degli scriba del re", Grande di Buto e Sacerdote di Horo

## Pannelli in legno di Hesyra
I pannelli in legno di Hesyra sono rari esempi della precisa scrittura di geroglifici su legno. Questi pannelli, inseriti in undici nicchie che formano le False porte, sono coperti di bassorilievi e contengono alcune delle più antiche forme di geroglifici in lingua egizia. I pannelli contengono una storia scritta in geroglifici (in cima), la lista delle offerte funerarie ed un ritratto tematico di Hesyra in diverse pose.
| A22 |

Il pannello descritto nel libro di Kamrin per l'uso iconografico dei geroglifici mostra Hesyra in piedi, con uno scettro sekhem posto orizzontalmente a lato della mano destra. Il suo braccio sinistro e diritto in avanti, e tiene una verga in verticale, e nella sua mano sinistra si trova anche il suo equipaggiamento da scriba. Kamrin traduce le quattro colonne verticali di geroglifici come lezione nel suo libro:
In questo pannello sono indicati i titoli di Hesyra che sono: Vecchio di ked-hegel, Padre di Min, Capo di Mekhit, Capo scriba del re, Conosciuto dal re, Il più grande tra dieci del Basso Egitto, Hesyra.
In un altro pannello, il dignitario, provvisto di dettagliata parrucca, è rappresentato assiso su di un sedile di fronte alla Tavola delle offerte sulla quale sono posati alti pani.

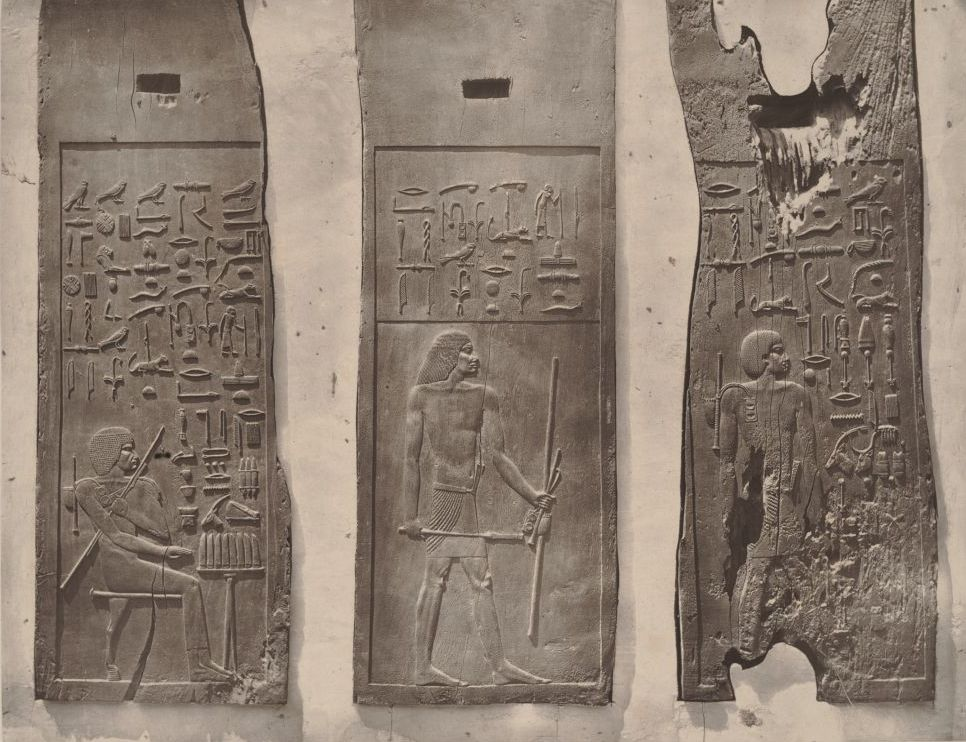
Tre pannelli di legno. In quello centrale, sopra l'immagine di Hesyra, sono indicati i suoi titoli